# رير (ألبوم)
رير ويعني «نادر» (بالإنجليزية: Rare)‏ هو الألبوم الفردي الثالث للمغنية الأمريكية سيلينا غوميز تم إصداره في 10 يناير 2020، بواسطة إنترسكوب ريكوردز، تم إصدار أغنية «لوز يو تو لوف مي» كأغنية فردية ورئيسية من الالبوم في 23 أكتوبر 2019، وتصدرت قائمة بيلبورد هوت 100 ، لتصبح أول أغنية لسيلينا تصل إلى المركز الأول في الولايات المتحدة، تم إصدار أغنية «لوك آت هير ناو» كأغنية فردية ترويجية من الالبوم في اليوم التالي، حيث تصدرت ضمن قائمة العشرين الأوائل من قائمة رولينج ستون 100 ، ووصلت المرتبة السابعة والعشرين في قائمة بيلبورد هوت 100 ، ذكرت سيلينا أن هذا الألبوم هو مذكراتها عن ما مرت به في السنوات القليلة الماضية، تلقى الالبوم تعليقات إيجابية من نقاد الموسيقى، حيث وصفه الكثيرون بأنه «أفضل ألبوم» لـ سيلينا حتى الآن، غنائيًا، يتحدث الألبوم عن مواضيع مهمة مثل حب الذات وقبول الذات وتقدير الذات والتمكين الذاتي. أيضا الالبوم صدر مع صدور منتجاتها التجميلية راير بيوتي حيث اصدرت غوميز منتجاتها بهدف تذكير المراءة بالاهتمام للذات وبالحفلات والمناسبات الجميلة وقالت سيشعرون انه صنع خصيصا لهم وحاز الصفحة على أكثر من ٢ مليون متابع بمده قصيرة جدا حيث أصبحت أول مغنية تجمع هذا الرقم بمده قصيره في منتجاتها rare beauty أي ان جمال نادر الوجود

## الخلفية
تحدثت سيلينا في مقابلة أجرتها مع شركة أبل ميوزيك عن موضوع ألبومها الاستوديو القادم «رير»، فاعترفت بأن الاغاني التي لم تضعها ضمن الالبوم فهي اغاني لا تمثل المكان الذي هي عليه الآن، وقالت أيضًا إن قائمة الأغاني الالبوم تسير وتناسب بعضها البعض بشكل جيد، بعد ان قامت بترتيبهم.
ظهرت سيلينا في البرنامج الإذاعي على الهواء مع ريان سيكريست وأخبرت سيكريست أن لديها «مليون فكرة وأنها ستكون أكثر برودة وستكون أقوى وستكون أفضل في هذه الالبوم.»
تحدثت مع جيمي فالون لاحقًا في برنامج برنامج الليلة، وقالت سيكون للألبوم سيظم «اغاني قوية بنوع البوب» وأنها جربت الغيتار الكهربائي، كما أخبرت فالون أن الأمر استغرق أربع سنوات حتى تشعر في مكان جيد مع هذا الألبوم.

## الموسيقى والكلمات
رير هو البوم نوع موسيقى البوب وموسيقى الرقص  الموضوعات الرئيسي للالبوم "الحب والخسارة والتواعد" ذكرت سيلينا أن الألبوم يتحدث عن "الصدق، والتمكين ورفع مستوى النفس" ، في حين أن رسائلها الرئيسية من الالبوم هي "حب الذات، والقبول والتمكين" وأضافت أيضًا أن أغاني البوم رير هي "الموسيقى الأكثر صدقًا" التي قامت بصنعها على الإطلاق ".
قائمة الأغاني
| 1.  | "رير"                            | 3:40 |
| 2.  | "ارقص مرة اخرى"                  | 2:50 |
| 3.  | "انظر إليها الآن"                | 2:42 |
| 4.  | "اخسرك لاحبني"                   | 3:26 |
| 5.  | "خاتم"                           | 2:28 |
| 6.  | "هشة"                            | 3:12 |
| 7.  | "اناس تعرفهم"                    | 3:14 |
| 8.  | "دعني أحضرني"                    | 3:09 |
| 9.  | "غرفة مزدحمة" (with 6lack)       | 3:06 |
| 10. | "مجنون نوعا ما"                  | 3:32 |
| 11. | "ممتع"                           | 3:09 |
| 12. | "ابعدك عني"                      | 3:02 |
| 13. | "مكان اجمل" (featuring Kid Cudi) | 4:23 |

## الترويج
تم الإعلان عن الألبوم واسمه لأول مرة في منشور في صفحة سيلينا في إنستغرام حيث كشفت غلاف الالبوم الرسمي وقائمة أسماء اغاني الالبوم.
قامت سيلينا باداء أغنية "Lose You to Love Me" و "Look at Her Now" في حفل توزيع جوائز جائزة الموسيقى الأمريكية لعام 2019 للترويج للألبوم، كما ظهرت في برنامج برنامج الليلة لتتحدث عن إصدار البومها.

## الإستقبال
تلقى الالبوم تعليقات إيجابية من نقاد الموسيقى، حيث وصفه الكثيرون بأنه «أفضل ألبوم» لـ سيلينا حتى الآن.
صنفته مجلة فارايتي بأنه «واحد من أفضل ألبومات البوب التي ستصدر في الذاكرة الحديثة» ووصفها بأنه «موسيقى متطورة ومكتوبة بدقة ومنتجة بخبرة»، بينما وصفتهرولينج ستون بأنه البوم «مروع وجميل، مليئ بالرقص»، وصف ريان دالي الألبوم بأنه «عودة واثقة بشكل جميل من أحد نجوم البوب الأكثر تعرضًا للانتقاد، وبكل هدوء تتحدى القصص المحيطة بها».

## وصلات خارجية
- رير (ألبوم) على موقع ميتاكريتيك (الإنجليزية)
- رير (ألبوم) على موقع أول موفي (الإنجليزية)